# Семёно-Камышенская
Семёно-Камы́шенская — слобода в Чертковском районе Ростовской области.
Входит в состав Кутейниковского сельского поселения.

## История
Слобода Семёно-Камышенская была основана в 1886 году помещиком Семёном Таловеровым, выкупившим земельный участок для постройки дома. Со временем начало развиваться поселение, которое впоследствии получило название в честь фамилии первого жителя (основателя) — Таловеровка. В дальнейшем поселение получило статус — село. После смерти Семёна Таловерова жители решили дать поселению другое название, в честь имени основателя — Семён и названия реки — Камышная, которая протекает рядом с селом. Получилось название Семёно-Камышенская, действующее по настоящее время. В 2010 году село получило статус — слобода.

## Население
| 2010 |
| ---- |
| 412  |

## Улицы
| - ул. Венеция, - ул. Газовая, - ул. Животноводческая, - ул. Молодёжная, - ул. Садовая, | - ул. Советская, - ул. Торговая, - ул. Транспортная, - ул. Хуторская, - ул. Центральная, | - пер. Овражный, - пер. Речной, - пер. Тепличный. |